# Escarpamenta
Escarpamenta is een geslacht van vlinders van de familie visstaartjes (Nolidae).

## Soorten
- E. damarana Mey, 2011